# Windwardside
Windwardside – wieś na wyspie Saba, w Holandii Karaibskiej. Liczy 663 mieszkańców (1 stycznia 2024) i jest drugą pod względem liczby mieszkańców miejscowością wyspy. Leży w środkowo-wschodniej części wyspy.

## Historia
Teren obecnej wsi zamieszkiwany był już w V wieku. Kolonia składała się z rzędu chat wybudowanych z drewna, włókna i liści. Istniała tutaj najprawdopodobnie rafineria cukrowa. 23 stycznia 1964 wioska została zelektryfikowana.
Do grudnia 2020 r. w Windwardside istaniało muzeum (Harry L. Johnson Museum).

## Turystyka
Miejscowość typowo turystyczna, z wieloma hotelami, pensjonatami, bankami, urzędem pocztowym oraz sklepami. Tutaj ma swój początek szlak pieszy na najwyższe wzniesienie Królestwa Niderlandów – wulkan Mount Scenery.

## Religia
We wiosce znajdują się trzy kościoły:
- rzymsko-katolicki (St. Paul's Conversion) z 1860 r.
- anglikański (Holy Trinity) z 1877 r.
- sala królestwa Świadków Jehowy